# Anna De Novellis
Anna De Novellis est une judokate italienne. 
Elle est médaillée d'argent aux Championnats du monde de judo 1980 à New York en catégorie des moins de 48 kg ainsi qu'aux Championnats d'Europe de judo 1981 à Madrid et aux Championnats d'Europe de judo 1982 à Oslo.